# 胡安·伊格纳西奥·马丁内斯
胡安·伊格纳乔·马丁内斯·希门尼斯（西班牙語：Juan Ignacio Martínez Jiménez，1964年6月23日—），西班牙前足球運動員，司職右後衛。

## 执教荣誉

### 个人荣誉
- 拉蒙科沃奖：2011-12赛季[1]

## 外部連結
- 利雲特官方檔案 （西班牙文）
- BDFutbol檔案 （页面存档备份，存于） （英文）
- Futbolme檔案 （页面存档备份，存于） （西班牙文）
- Transfermarkt檔案 （页面存档备份，存于） （英文）

1. ↑  . sports.sina.com.cn. （原始内容存档于2019-10-12）.